# Nederländernas Grand Prix 1983
Nederländernas Grand Prix 1983 var det tolfte av 15 lopp ingående i formel 1-VM 1983. 

## Resultat
1. René Arnoux, Ferrari, 9 poäng
2. Patrick Tambay, Ferrari, 6
3. John Watson, McLaren-Ford, 4
4. Derek Warwick, Toleman-Hart, 3
5. Mauro Baldi, Alfa Romeo, 2
6. Michele Alboreto, Tyrrell-Ford, 1
7. Stefan "Lill-Lövis" Johansson, Spirit-Honda
8. Marc Surer, Arrows-Ford
9. Riccardo Patrese, Brabham-BMW
10. Raul Boesel, Ligier-Ford
11. Corrado Fabi, Osella-Alfa Romeo (varv 68, motor)
12. Roberto Guerrero, Theodore-Ford
13. Bruno Giacomelli, Toleman-Hart (68, snurrade av)
14. Thierry Boutsen, Arrows-Ford (65, motor)

### Förare som bröt loppet
- Keke Rosberg, Williams-Ford (varv 53, tändning)
- Nelson Piquet, Brabham-BMW (41, kollision)
- Alain Prost, Renault (41, snurrade av)
- Eddie Cheever, Renault (39, elsystem)
- Jacques Laffite, Williams-Ford (37, hantering)
- Nigel Mansell, Lotus-Renault (26, snurrade av)
- Niki Lauda, McLaren-TAG (25, bromsar)
- Danny Sullivan, Tyrrell-Ford (20, motor)
- Elio de Angelis, Lotus-Renault (12, elsystem)
- Andrea de Cesaris, Alfa Romeo (5, motor)
- Jean-Pierre Jarier, Ligier-Ford (3, upphängning)

### Förare som diskvalificerades
- Manfred Winkelhock, ATS-BMW (varv 50)

### Förare som ej kvalificerade sig
- Piercarlo Ghinzani, Osella-Alfa Romeo
- Johnny Cecotto, Theodore-Ford
- Kenny Acheson, RAM-Ford

## Bildgalleri

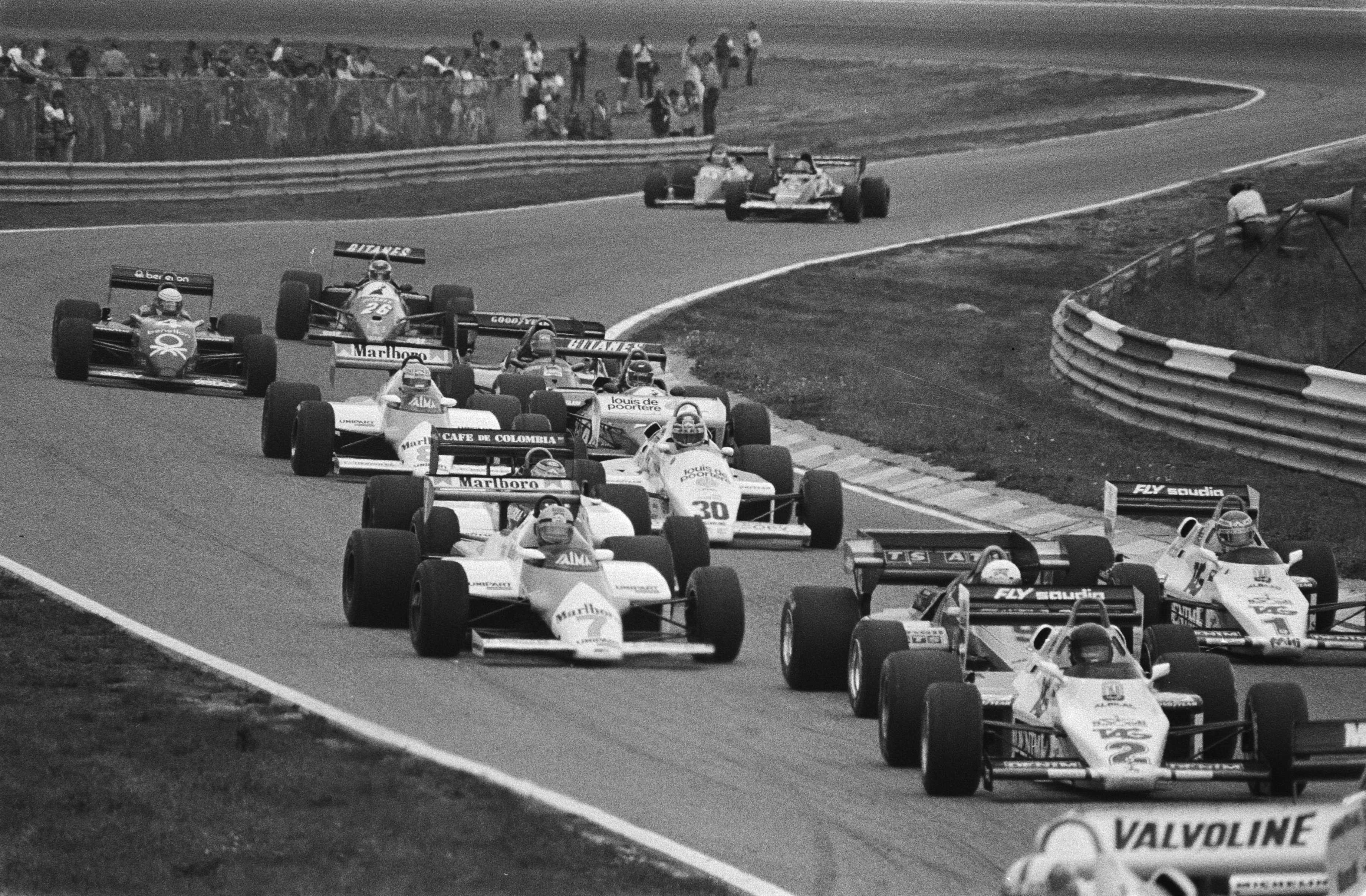
Starten av Nederländernas Grand Prix 1983.
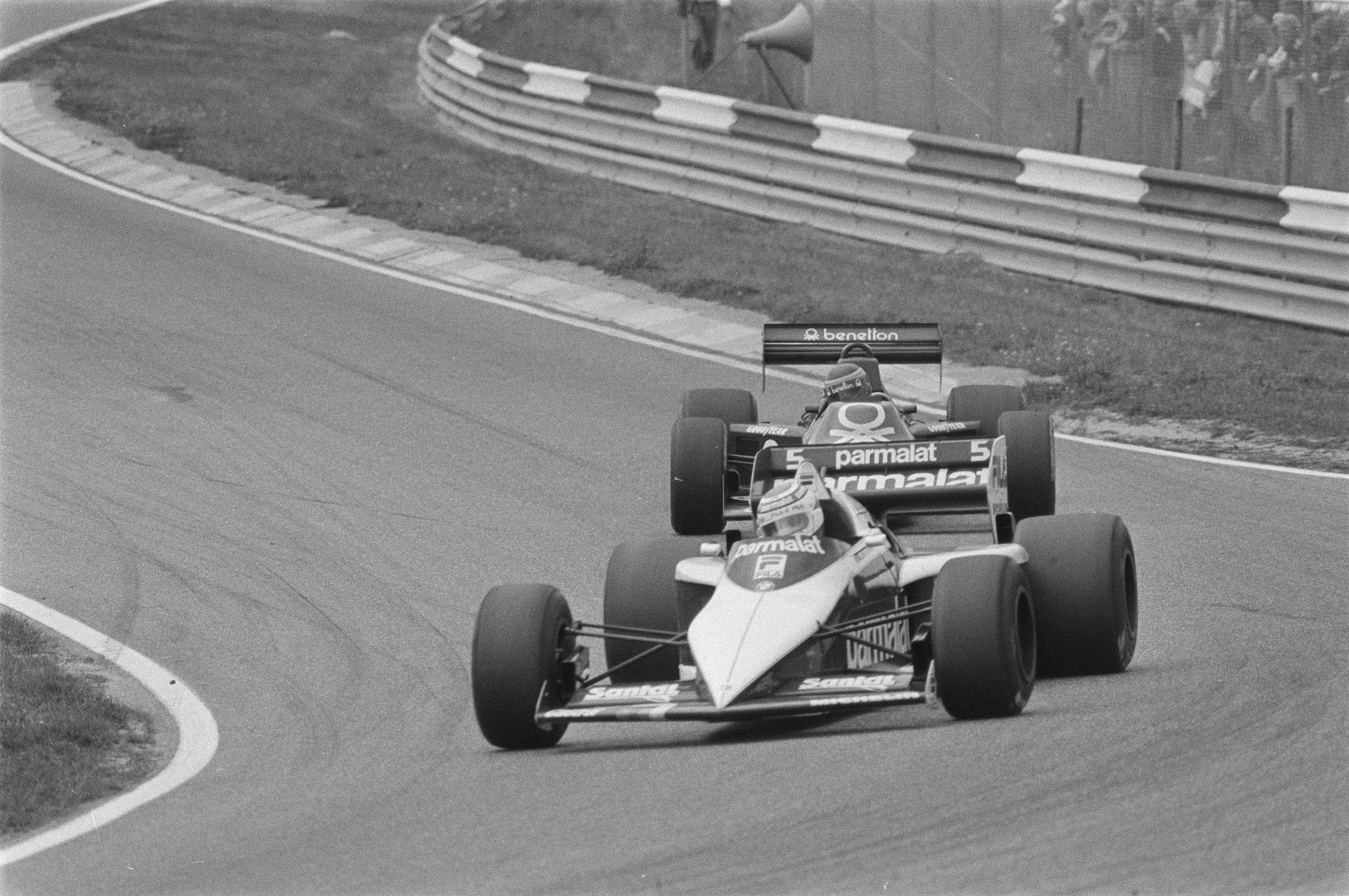
Nelson Piquet tätt följd av Alain Prost.
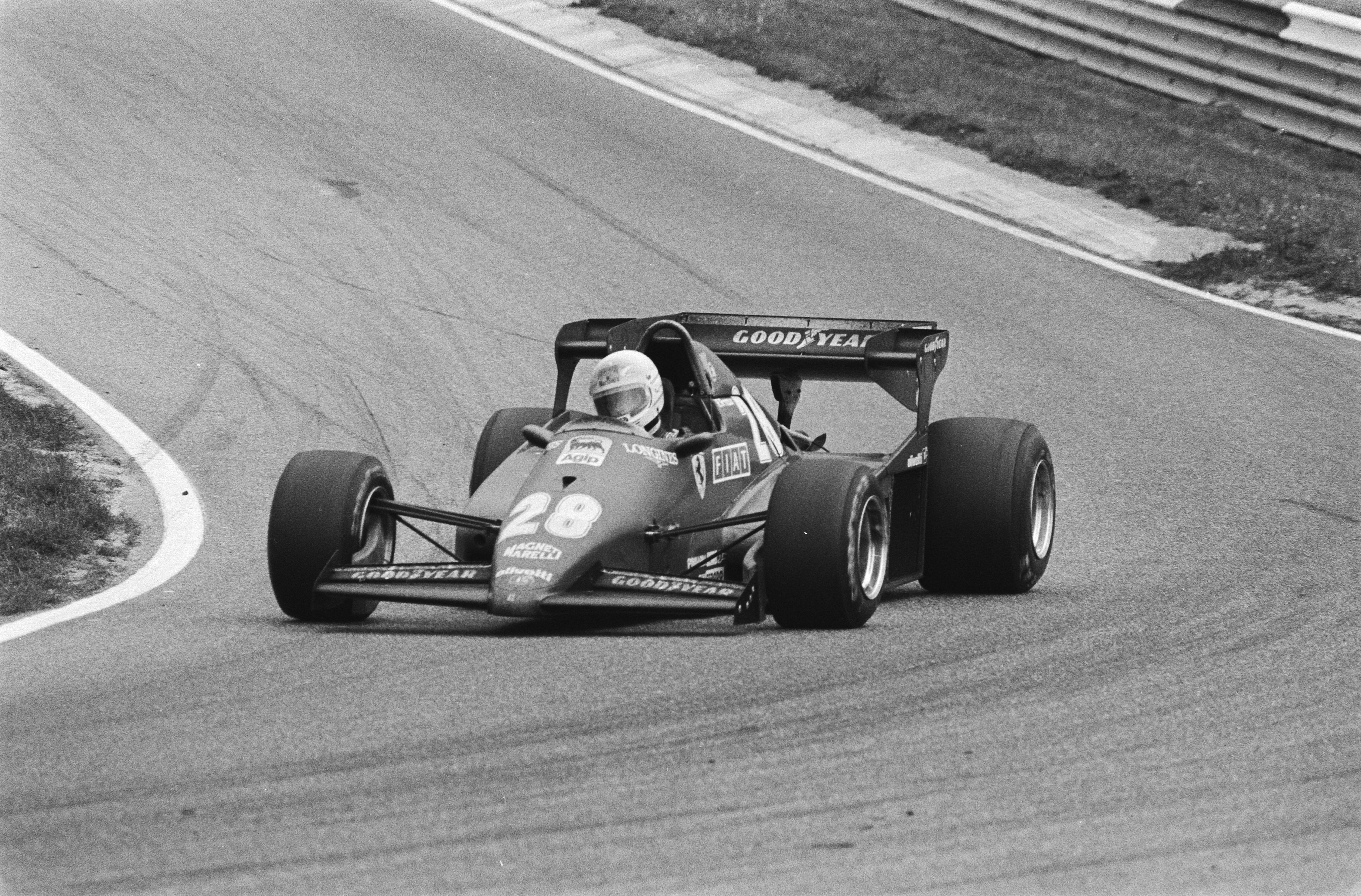
Segraren René Arnoux Ferrari.